# U-214
| U-214                      | U-214                                                            | U-214                                                            |
| -------------------------- | ---------------------------------------------------------------- | ---------------------------------------------------------------- |
|                            |                                                                  |                                                                  |
|                            |                                                                  |                                                                  |
|                            |                                                                  |                                                                  |
| Під прапором               | Третій рейх                                                      | Третій рейх                                                      |
| Спуск на воду              | 18 вересня 1941 року                                             | 18 вересня 1941 року                                             |
| Виведений зі складу флоту  | 26 липня 1944 року                                               | 26 липня 1944 року                                               |
| Сучасний статус            | затоплений                                                       | затоплений                                                       |
| Проєкт                     |                                                                  |                                                                  |
| Тип ПЧ                     | Підводний мінний загороджувач                                    | Підводний мінний загороджувач                                    |
| Основні характеристики     |                                                                  |                                                                  |
| Швидкість (надводна)       | 16,7 вузла                                                       | 16,7 вузла                                                       |
| Швидкість (підводна)       | 7,3 вузла                                                        | 7,3 вузла                                                        |
| Робоча глибина занурення   | 100                                                              | 100                                                              |
| Гранична глибина занурення | 200 м                                                            | 200 м                                                            |
| Екіпаж                     | 46 осіб                                                          | 46 осіб                                                          |
| Розміри                    |                                                                  |                                                                  |
| Довжина найбільша (по КВЛ) | 76,9 м                                                           | 76,9 м                                                           |
| Ширина корпусу найб.       | 6,4 м                                                            | 6,4 м                                                            |
| Висота                     | 9,7 м                                                            | 9,7 м                                                            |
| Середня осадка (по КВЛ)    | 5 м                                                              | 5 м                                                              |
| Водотоннажність надводна   | 965 т                                                            | 965 т                                                            |
| Озброєння                  |                                                                  |                                                                  |
| Артилерія                  | одна палубна гармата калібру 88-мм та одна 20-мм зенітна гармата | одна палубна гармата калібру 88-мм та одна 20-мм зенітна гармата |
| Торпедно- мінне озброєння  | 4 носових та 1 кормовий ТА. 14 торпед або 15 мін                 | 4 носових та 1 кормовий ТА. 14 торпед або 15 мін                 |

U-214 — німецький підводний човен типу VIID, часів Другої світової війни.
Замовлення на будівництво човна було віддане 16 лютого 1940 року. Човен заклали на верфі «F. Krupp Germaniawerft AG» у місті Кіль 5 жовтня 1940 року під заводським номером 646, спущений на воду 18 вересня 1941 року, 1 листопада 1941 року увійшов до складу 5-ї флотилії. За час служби також перебував у складі 9-ї флотилії.
За час служби човен зробив 10 бойових походів, в яких потопив 3 (загальна водотоннажність 18 266 брт) судна, 1 військовий корабель та пошкодив 1 судно та 1 допоміжний військовий корабель.
Потоплений 26 липня 1944 року в Англійському каналі південніше Старт-Пойнт (49°58′ пн. ш. 03°30′ зх. д. / 49.967° пн. ш. 3.500° зх. д.) глибинними бомбами британського фрегата «Кук». Усі 48 членів екіпажу загинули.

## Командири
- Капітан-лейтенант Гюнтер Редер (1 листопада 1941 — 10 травня 1943)
- Оберлейтенант-цур-зее/капітан-лейтенант Руппрехт Шток (7 травня 1943 — липень 1944)
- Оберлейтенант-цур-зее Гергард Конрад (липень — 26 липня 1944)

## Потоплені та пошкоджені кораблі[3]
| Назва              | Тип                        | Належність      | Дата           | Тоннаж (БРТ) | Вантаж                                                                             | Статус      | Місце                                                       |
| Balingkar          | вантажне судно             | Нідерланди      | 18 серпня 1942 | 6 318        | Генеральні вантажі, включно з гумою, чаєм, насінням, міддю та бавовною             | потоплено   | 41°34′ пн. ш. 19°49′ зх. д. / 41.567° пн. ш. 19.817° зх. д. |
| Hatarana           | вантажне судно             | Велика Британія | 18 серпня 1942 | 7 522        | 8 300 т генеральних вантажів                                                       | потоплено   | 41°07′ пн. ш. 20°32′ зх. д. / 41.117° пн. ш. 20.533° зх. д. |
| HMS Cheshire (F18) | озброєний торговий крейсер | Велика Британія | 18 серпня 1942 | 10 552       |                                                                                    | пошкоджений | 41°30′ пн. ш. 19°49′ зх. д. / 41.500° пн. ш. 19.817° зх. д. |
| Paderewski         | вантажне судно             | Польща          | 30 грудня 1943 | 4 426        | 4 100 т генеральних вантажів, включно з гумою, горіхами, червоним деревом та олією | потоплено   | 10°52′ пн. ш. 40°25′ зх. д. / 10.867° пн. ш. 40.417° зх. д. |
| Santa Maria        | вантажне судно             | США             | 20 червня 1943 | 6 507        | 450 т сизальних мотузок                                                            | пошкоджено  | 14°34′ пн. ш. 17°28′ зх. д. / 14.567° пн. ш. 17.467° зх. д. |
| «Дорадо»           | підводний човен            | США             | 14 жовтня 1943 | 1 525        |                                                                                    | потоплений  | 09°30′ пн. ш. 80°00′ зх. д. / 9.500° пн. ш. 80.000° зх. д.  |